# Carlos Tomás Ferrer
Carlos Tomás Ferrer (Ibiza, Islas Baleares, España, 18 de mayo de 1988) es un futbolista español. Juega de defensa y su equipo actual es el U.D. Ibiza de la Regional preferente de Ibiza de España.

## Clubes
| Club                      | País   | Año       |
| ------------------------- | ------ | --------- |
| CD Onda                   | España | 2007-2009 |
| Villarreal "B"            | España | 2009-2011 |
| SD Ponferradina           | España | 2012      |
| Levante "B"               | España | 2012-2014 |
| Arroyo Club Polideportivo | España | 2014-2016 |
| Unión Deportiva Ibiza     | España | 2016-2017 |